# STK19
STK19 (англ. Serine/threonine kinase 19) – білок, який кодується однойменним геном, розташованим у людей на короткому плечі 6-ї хромосоми. Довжина поліпептидного ланцюга білка становить 368 амінокислот, а молекулярна маса — 40 916.
| 10         |  | 20         |  | 30         |  | 40         |  | 50         |
| ---------- |  | ---------- |  | ---------- |  | ---------- |  | ---------- |
| MQKWFSAFDD |  | AIIQRQWRAN |  | PSRGGGGVSF |  | TKEVDTNVAT |  | GAPPRRQRVP |
| GRACPWREPI |  | RGRRGARPGG |  | GDAGGTPGET |  | VRHCSAPEDP |  | IFRFSSLHSY |
| PFPGTIKSRD |  | MSWKRHHLIP |  | ETFGVKRRRK |  | RGPVESDPLR |  | GEPGSARAAV |
| SELMQLFPRG |  | LFEDALPPIV |  | LRSQVYSLVP |  | DRTVADRQLK |  | ELQEQGEIRI |
| VQLGFDLDAH |  | GIIFTEDYRT |  | RVCDCVLKAC |  | DGRPYAGAVQ |  | KFLASVLPAC |
| GDLSFQQDQM |  | TQTFGFRDSE |  | ITHLVNAGVL |  | TVRDAGSWWL |  | AVPGAGRFIK |
| YFVKGRQAVL |  | SMVRKAKYRE |  | LLLSELLGRR |  | APVVVRLGLT |  | YHVHDLIGAQ |
| LVDCISTTSG |  | TLLRLPET   |  |            |  |            |  |            |

A: Аланін

C: Цистеїн

D: Аспарагінова кислота

E: Глутамінова кислота

F: Фенілаланін

G: Гліцин

H: Гістидин

I: Ізолейцин

K: Лізин

L: Лейцин

M: Метіонін

N: Аспарагін

P: Пролін

Q: Глутамін

R: Аргінін

S: Серин

T: Треонін

V: Валін

W: Триптофан

Кодований геном білок за функціями належить до трансфераз, кіназ, серин/треонінових протеїнкіназ. 
Задіяний у такому біологічному процесі, як альтернативний сплайсинг. 
Білок має сайт для зв'язування з АТФ, нуклеотидами, іоном марганцю. 
Локалізований у ядрі.